# DM i cykelcross 2024
Danmarksmesterskaberne i cykelcross 2024 var den 55. udgave af DM i cykelcross. Mesterskabet fandt sted 14. januar 2024 på en 2.700 meter lang rute ved Holbæk Sportsby i Holbæk. Holbæk Cykelsport var arrangør.

## Resultater
| Event        | Guld                                                      | Sølv                                             | Bronze                                           |
| ------------ | --------------------------------------------------------- | ------------------------------------------------ | ------------------------------------------------ |
| Herrer       |                                                           |                                                  |                                                  |
| Herrer elite | Daniel Weis (Decathlon AG2R La Mondiale Development Team) | Bjørn Andreassen (Adventure Cycling UNITY)       | Karl-Erik Rosendahl (Adventure Cycling UNITY)    |
| U23 Herrer   | Daniel Weis (Decathlon AG2R La Mondiale Development Team) | Jakob Falk Paarup (Team IBT-Tripeak)             | Frederik Juul Nielsen (Horsens Amatør Cykleklub) |
| Herrejunior  | Albert Withen Philipsen (Tscherning Cycling Academy)      | Jonas Posselt Gamborg (Aarhus MTB)               | Hugo Rishøj (Tscherning Cycling Academy)         |
| Damer        |                                                           |                                                  |                                                  |
| Damer elite  | Ann-Dorthe Lisbygd (Dansk Mountainbike Klub)              | Sara Aaboe Kallestrup (MTB Randers)              | Luna Ennemark Høiriis (Solbjerg IF MTB)          |
| U23 Damer    | Ingen deltagere                                           |                                                  |                                                  |
| Damer junior | Sara Aaboe Kallestrup (MTB Randers)                       | Mille Foldager Nielsen (Mountainbike Club Vejle) | Katrine Frederiksen (Herning Cykle Klub)         |